# Chicha
Chicha es el nombre que reciben diversas variedades de bebidas derivadas principalmente de la fermentación no destilada del maíz y otros cereales originarios de América; aunque también, en menor medida, se suelen preparar a partir de la fermentación de diferentes cereales y frutas.
La chicha es una bebida bastante consumida en América del Sur y América Central, que se está extendiendo a nivel global y que, por lo general, es una bebida elaborada artesanalmente.
Tiene versiones sin alcohol o con leve a mediana graduación alcohólica. En algunos países de Hispanoamérica es bebida no alcohólica, como la chicha holandesa consumida en Colombia o como la chicha criolla, consumida en Venezuela, la cual presenta muchas variantes tales como la chicha merideña, o la chicha andina (que sí se fermenta y está hecha con piña), y otras como la chicha de maíz, o de arroz, pasta y las que se le agregan jugos de fruta a la mezcla como fresas y durazno, y la chicha morada en el Perú.

## Etimología
La etimología de la palabra «chicha» aún no está claramente resuelta, persistiendo diferentes hipótesis, pero lo que sí es muy seguro es que las personas que viven en América del Sur y América Central tienen diferentes formas de llamar a este producto. Pedro José Ramírez Sendoya ofrece las siguientes consideraciones etimológicas: «etimología maya: chiboca; de chac (‘mascar’), chicháa (‘llenar de agua’), y zicha (‘agua fresca’)». Martius, Lenz, Henríquez y Friderici la creen caribe, considerándola una corrupción de yuschuchu. Ke: chichini (‘germinar’). Por otra parte, el aztequista Luis Cabrera comenta que desciende de la palabra náhuatl chichiatl (‘agua fermentada’), compuesta del verbo chichia (‘agriar’) y el sufijo -atl (‘agua’). Según la Real Academia Española y otros autores, la palabra «chicha» proviene de la lengua indígena kuna, de Panamá: chichab, que significa ‘maíz’. También podría derivar del cueva (familia chocó) chicha.

## La chicha en diferentes países

### Argentina
Hasta muy entrada la colonia española, la chicha de maíz fue la principal bebida alcohólica producida en el país. En el siglo XX era la «bebida preferida de los indígenas del norte argentino, y su preparación y consumo está aún en vigor. Resulta de la fermentación del maíz, y se hace, escribe Coluccio, utilizando como fermento una levadura especial, o bien por medio de la saliva humana (rica fuente de amilasa, una enzima digestiva que facilita la conversión del almidón en azúcares), lo que requiere la masticación de la harina de maíz».
Chicha Muqueada: La preparación antigua se hacía al frente del fogón o cocina, foco de reunión de la comunidad, cuyos miembros recibían puñados de granos molidos o de masa para masticar y escupirla en una palangana. Este procedimiento, aún practicado por los aborígenes americanos, se encuentra prohibido por ser antihigiénico, y suele ser sustituido por la levadura común que se utiliza para la producción de pan en donde también se encuentra presente la amilasa.
En la actualidad la chicha sigue siendo muy consumida en las provincias del norte del país como Jujuy, Salta y Tucumán, aunque a veces suele ser consumida en Santiago del Estero y Catamarca. Se consume para festividades religiosas, como cumpleaños o durante la celebración a la Pachamama.
Según el folclorista Ciro Bravo, esta chicha «es sobremanera diurética y de notoria eficacia para expeler los cálculos de la vejiga, pudiendo asegurar que no hay nativo que sufra de este mal».
En el sur del país los mapuches preparan una chicha hecha a base de trigo, manzana o de ambas, sin alcohol, ellos la denominan Muday.

### Bolivia
En Bolivia la más importante es la chicha de maíz, llamada la chicha boliviana. Es una bebida fermentada por algunos días que después de un largo proceso, tiene un cierto grado alcohólico. Es una de las bebidas más populares y tradicionales, la chicha es propia de los valles donde produce abundante maíz, propia de los departamentos de Cochabamba, Potosí, Tarija y Chuquisaca. El consumo es habitual en cualquier ocasión o acontecimiento, sobre todo en las fiestas tradicionales y festividades religiosas. Entre las variedades más populares está la chicha amarilla de maíz amarillo o de willkaparu, la chicha kulli de maíz morado y la chicha de ch'uspillu, variedad que sirve para hacer tostado (los nombres de estas variedades de maíz vienen del idioma quechua).

#### Variedades  regionales
Desde algún tiempo atrás, la chicha se exporta desde Cochabamba a ciudades de Estados Unidos y de Europa, hoy en día en capitales como Madrid ya es posible encontrar la chicha boliviana.
Una variedad de  chicha boliviana se elabora de maní y no tiene ningún grado alcohólico; este se consume principalmente en el oriente boliviano como bebida refrescante, en las regiones de la chiquitania y chaco boliviano,  se la consume en eventos religiosos y fiestas tradicionales.
La chicha en los valles de Tarija llegó en la época colonial, siendo la chicha de maíz la tradicional, pero también existe otro un poco diferente, que también se llama chicha, que son frutas fermentadas y mezcladas con aguardiente.
Podemos hablar también la «chicha vallegrandina», originaria de la localidad de Vallegrande, ubicada en el departamento de Santa Cruz, es una chicha común de maíz, pero varía los métodos de fermentación, siendo estos tradicionales propios de Vallegrande y de los valles cruceños.

### Chile

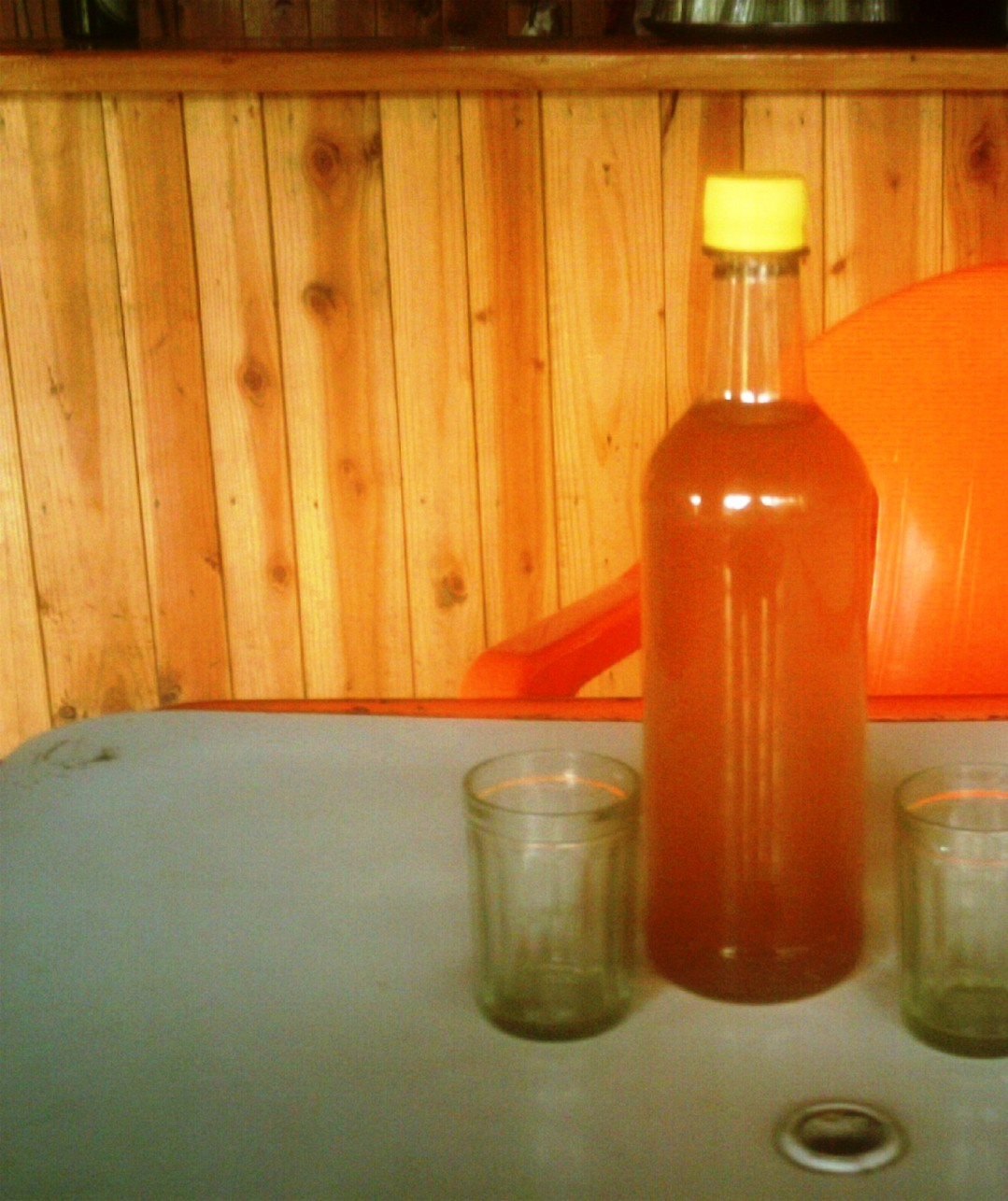
Chicha de manzana de Punucapa, (Valdivia), producto tradicional del lugar.

En Chile también se llama chicha a las bebidas obtenidas de la fermentación de diversas frutas, y que en algunos lugares también son mezcladas con un aguardiente o similar. Por otra parte, entre los mapuches se consume un tipo de chicha de maíz o trigo llamada muday.
En la zona Central, la chicha se prepara como un fermentado de uvas más rústico que el vino que se suele consumir en el territorio chileno en días festivos, como las Fiestas Patrias.
En la zona Sur, el término alude principalmente a la sidra que se elabora con manzanas locales a fines del verano. En Chiloé, el proceso de fabricación de chicha de manzana o sidra recibe el nombre de «maja» o «maja de manzanas».
Otras materias primas que se usan con mucha menor frecuencia y son tradicionalmente del pueblo mapuche, son los frutos de la luma (cauchaos), del maqui y de la murta, entre otras especies. 
También se utiliza la miel, cuya chicha es semejante a una hidromiel de baja graduación alcohólica; sin embargo, debido al uso de levaduras no especializadas, contiene proporciones altas de alcohol metílico que suelen provocar malestar al consumirla.

### Colombia
En Colombia se conoce como chicha a una bebida fermentada hecha a base de maíz en agua endulzada con miel o panela. Esta tiene su origen en el altiplano cundiboyacense prehispánico, donde habitaban los muiscas, y quienes la llamaban fapqua (ˈβakʷa) en su idioma nativo. Según su leyenda, "la chicha fue un descubrimiento de una mujer indígena que, desesperada por el castigo que recibió al serle infiel a su marido, huyó a la laguna Guatavita teniendo como único consuelo el fermento del maíz que encontró en las laderas del estanque".
La cultura muisca estaba ampliamente basada en dualidades opuestas, y la chicha jugaba un papel fundamental en esta visión del mundo. Mientras que el tabaco, también usado en distintos rituales, sirve para "poner orden" y aclarar el pensamiento, la chicha "endulza la palabra" y nubla el pensamiento, para que devenga en amor dulce. La chicha tenía un uso sagrado en rituales de diversos tipos, y hoy hace parte del redescubrimiento de la cultura muisca por parte de indígenas del siglo XXI.

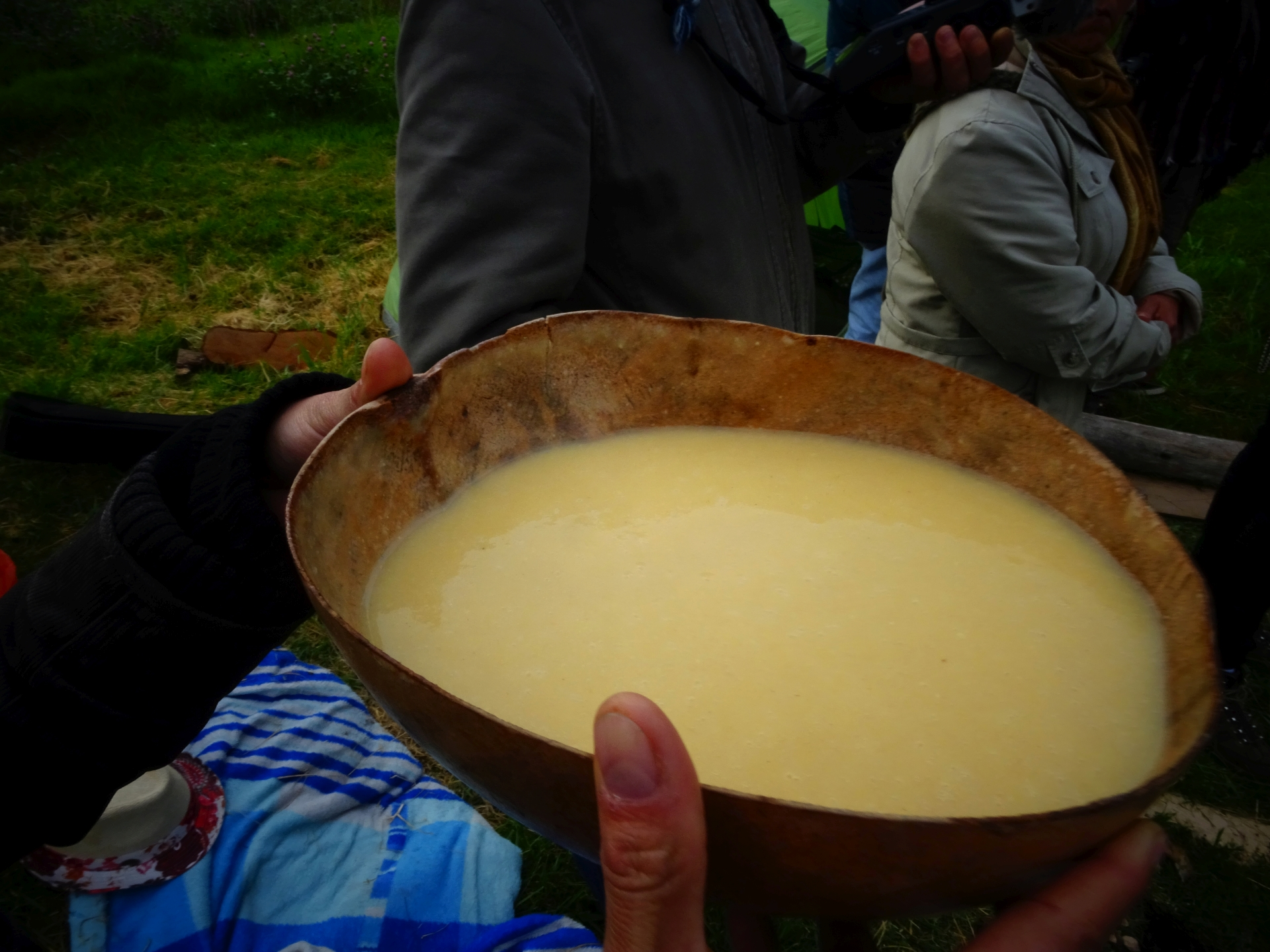
Chicha cundiboyacense servida en totuma.

Tradicionalmente, la chicha cundiboyacense se prepara con maíz triturado y disuelto en agua, mezclado con un endulzante (miel o panela) y dejado fermentar por varios días en una múcura. Se sirve y toma en totumas o platos de barro. Es bastante similar al masato de maíz colombiano, también tradicional en la región, con la principal diferencia en el grado de fermentación: la chicha es mucho más fermentada.
Durante la colonia española, la chicha fue ampliamente consumida, aunque se intentó prohibir varias veces por no contar con un mínimo requerimiento sanitario a causa de su proceso rústico de preparación.
Ya sellada la Independencia de la Nueva Granada, pasó por la villa de Sogamoso el Libertador Simón Bolívar a finales del mes de marzo de 1820, encontrándose con el hecho horrendo, que le llenó de asombro, de que en menos de cuatro días habían fallecido 50 hombres de la División Valdez y más de un centenar debieron ser llevados al hospital de la villa, a causa de un envenenamiento con chicha. Al parecer, se trataba de un atentado mortal contra el ejército libertador, pero se desconocían los autores y era posible que el envenenamiento se hubiera producido antes de llegar al sitio sagrado de los indios muiscas y los soldados hubieran sido trasladados al hospital local. Más tardó en llegar el general Bolívar a la Villa del Sol, que en redactar y firmar con su propio puño un decreto fulminante: «prohíbese desde hoy y para siempre» la fabricación y el expendio público de chicha en Sogamoso. Firmado en Sogamoso el 4 de abril de 1820. Pero la prohibición cayó en saco roto, pues al poco tiempo reapareció la práctica, y un poeta sogamoseño cantó:
En una tienda,
de triste aspecto,
una cajera,
que es toda dicha,
a todos brinda
con grande anhelo,
doradas copas...
de fuerte chicha.
No fue sino hasta 1948 que el gobierno colombiano pudo prohibir la fabricación de chicha de maíz que no fuera pasteurizada y embotellada en envase cerrado de vidrio, al tiempo que se le culpaba de embrutecer a las personas; esto con el fin de fomentar el consumo de cerveza a través de subsidios a las empresas cerveceras. Este fue un golpe cultural a los indígenas y al consumo de la bebida tradicional muisca, que disminuyó los ingresos de muchas familias de origen indígena y se agregó a la pérdida de las tierras. La prohibición rigió hasta 1991, cuando se redactó la constitución que hasta hoy rige en el país y se reconoce la tradición indígena como nacional.
Aunque ya no es la principal bebida alcohólica del país, siempre ha estado ligada a festividades en los pueblos, y su consumo aumenta especialmente para el mes de diciembre. Hoy en día es de común consumo en la localidad de La Candelaria en Bogotá. 
Es posible obtener chicha a partir del guarapo, añadiendo más panela y mazamorra de maíz, y dejando fermentar dicha mezcla en un recipiente de barro cocido. De igual forma se obtiene chicha de chontaduro o cachipay, arracacha, zanahoria y, como la más apetecida, de corozo. 
En 2006, la chicha fue nominada como símbolo cultural de Colombia en el concurso organizado por la revista Semana con el apoyo de Caracol TV, el Ministerio de Cultura y Colombia es pasión.
En la Costa Caribe, la palabra «chicha» designa a cualquier jugo de frutas (chicha de corozo, de piña, etc.). Uno de los refrescos tradicionales de la región es la chicha de arroz con cáscaras de piña.

### Costa Rica
En Costa Rica es popular la chicha de Maíz, llamada solamente chicha. Es una bebida fermentada por días o dependiendo del grado de alcohol deseado podrían ser meses. Era una bebida muy popular hasta la década de 1990, ahora es una bebida añorada por las personas de más edad y solo hecha en ocasiones especiales (por ejemplo, la fiesta conocida como juego de los diablitos de Boruca) y perdiendo a como pasan los años su popularidad.
Sigue siendo una bebida de producción casera ya que solo la Fábrica Nacional de Licores tiene el derecho de la producción y venta de licores, así que si se encuentra a la venta es más en áreas rurales y no de manera embotellada sino como una bebida casera.

### Cuba
En el Oriente de Cuba, la chicha es una bebida fermentada a base de cáscaras de piña, similar al tepache mexicano. También se le denomina garapiña. Existen variantes a las que se añade jugo de naranja, tamarindo o limón, y una pizca de canela.

### Ecuador
La chicha en el Ecuador se consume principalmente en la serranía y amazonía ecuatoriana, sin embargo también se lo hace en menor cantidad en la costa. La chicha bebida típica de las comunidades indígenas, quienes la consumen en sus principales fiestas y celebraciones como las de la Mama Negra, el Carnaval, el Pase del Niño Viajero y otras. Generalmente se toma a temperatura ambiente, en vasos plásticos o «pilche».
La chicha ecuatoriana se la hace a partir de la fermentación del maíz, quinua, arroz, cebada o harina acompañadas de panela o azúcar común. Así también, frutas de la región como el tomate de árbol, mora, piña, palma de chonta, taxo y naranjilla son utilizados como ingredientes y con hierbas aromáticas, en algunos casos. Generalmente, se la deja fermentar por periodos que van de tres a veinte días. También la beben comunidades indígenas de la Amazonía, como los Shuar, los Cofanes y los Secoya, siendo de yuca o chontas cocinadas y fermentados; en ocasiones, son masticadas antes de su fermentación.

### El Salvador
En El Salvador la chicha es fabricada también de manera artesanal dejando fermentar granos de maíz, cáscaras de piña, dulce de panela y jengibre en los llamados peroles. Corría una leyenda que decía que para limpiarla, se colaba hacia otro perol, pero para que no perdiera su sabor o se acentuara, debía ser a través de ropa interior femenina de preferencia usada. Existía un cuerpo de seguridad llamado Policía de Hacienda, que se encargaba en las áreas rurales de decomisar el producto a sus fabricantes, por lo cual fue ampliamente reconocido durante mucho tiempo como «la policía chichera».
También es común en las festividades de fin de año el famoso Gallo en Chicha, una versión salvadoreña de la receta de pollo en vino de Europa.

### México
Más conocida como tejuino, se caracteriza por dejar fermentar azúcar de caña y recolectar la bebida ya fermentada en un recipiente, se endulza con azúcar y se rebaja con agua. Es una bebida muy característica de Mapastepec (tiene dos variedades de la fuerte y de la dulce). En el municipio de Cintalapa, Chiapas, es muy conocida esta bebida, principalmente con la gente que trabaja o está relacionada con la moliendas de caña de azúcar, de la que actualmente ya no hay muchas.

### Nicaragua
En Nicaragua la chicha es una bebida tradicional que se consume en los departamentos del Pacífico durante todo el año, pero principalmente en los meses del verano (temporada seca) de noviembre a abril coincidiendo con la conmemoración de Todos los Fieles Difuntos (noviembre), la celebración de La gritería y la Navidad (diciembre), San Sebastián en Diriamba (enero), Virgen de la Candelaria en Diriomo (febrero) y la Semana Santa entre marzo y abril.
La receta tradicional de la chicha de maíz lleva un proceso de varios días. El maíz se deja en agua toda una noche para que suavice. Al día siguiente se muele y luego se coloca en agua. Se le agrega colorante rojo y se cuece. Al enfriar, se le agrega dulce de caña rallado y más agua. Al día siguiente se le agrega más agua y el azúcar.
La chicha ceremonial "Mītā́ū" es considerada una bebida sagrada por la Comunidad Indígena Sutiaba.

### Panamá
En Panamá la palabra chicha se utiliza como sinónimo de refresco (chicha de piña, chicha de tamarindo, chicha de papaya, etc.). Uno de los refrescos tradicionales de Panamá es la chicha de arroz con piña, que se prepara con arroz cocido en leche, panela y cáscaras de piña. A la bebida alcohólica obtenida por la fermentación del maíz se le denomina «chicha fuerte», y se elabora con maíz germinado o malteado «maíz nacido» que se deja fermentar en vasijas de barro cocido, un proceso semejante al de la chicha de jora sudamericana.   
Entre las chichas que se preparan en Panamá, también es importante mencionar la chicha de junta o chicha loja que se preparara con maíz tostado y raspadura o panela.
También es frecuente la preparación de la chicha de saril, (término que deriva del inglés jamaiquino sorrel), un legado de las comunidades afroantillanas del Caribe afincadas en el istmo, la cual se hace con infusión de flor de Jamaica, jengibre y azúcar.   Es típica de las fiestas de fin de año y Navidad. 
En algunas comunidades indígenas persiste la fabricación ancestral, que consiste en poner a fermentar los granos previamente masticados (la saliva humana, es rica fuente de amilasa, una enzima digestiva que facilita la conversión del almidón en azúcares, posteriormente la levadura podrá alimentarse de esos azúcares simples y convertirlos en productos de fermentación alcohólica), como en el caso de los indígenas Guna, a la cual le llaman inna en su idioma; los indígenas ngäbe le llaman dö kwaka, que significa ‘chicha amarga’ o ‘chicha picante’.

### Paraguay
En Paraguay, chicha hace referencia a una bebida preparada con cáscaras de piña, agua y azúcar, que fermenta espontáneamente sin utilizar una levadura específica y es de poca graduación alcohólica.

### Perú

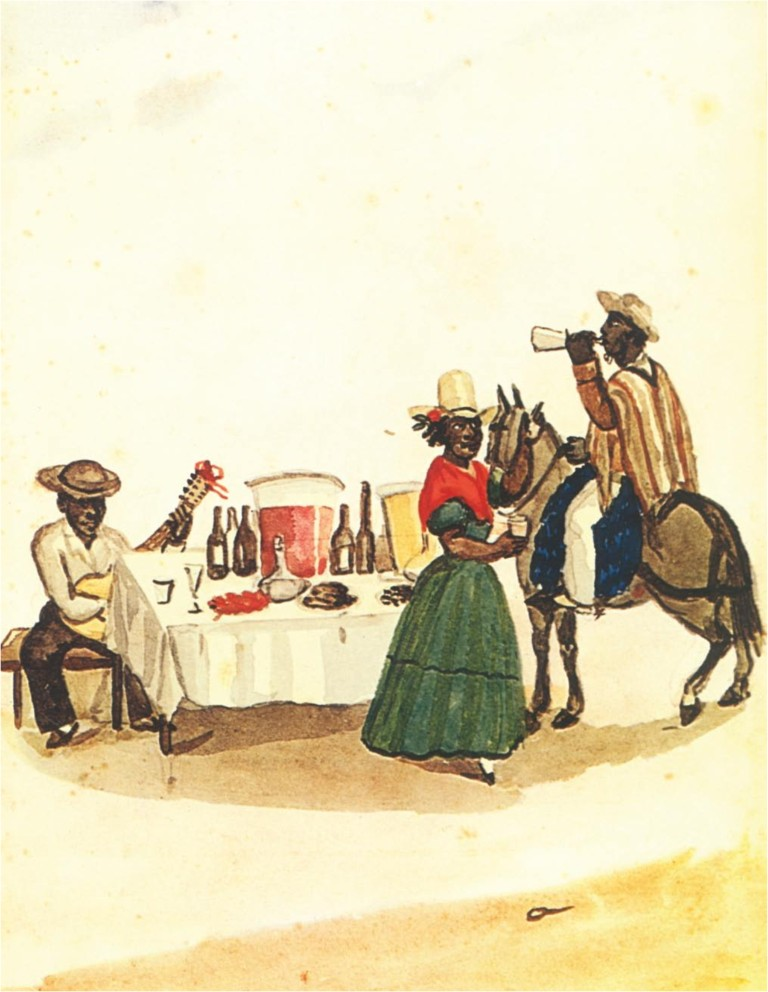
Puesto de chicha y picante en Lima a mediados del siglo XIX (Pancho Fierro)

Las bebidas fermentadas se elaboran en el Perú desde tiempos preincas. Para el caso de la bebida fermentada de maíz, los pueblos andinos la llamaban aqha o aswa en quechua, kusa en aimara, cutzhio, cochi o kocho en mochica. Su uso fue ceremonial (sagrado) y profano (cotidiano). Los conquistadores hispanos fueron los principales vehiculizadores y homogenizadores del uso de la palabra «chicha» para las bebidas fermentadas que hacían los indígenas americanos, pero podemos verificar que es en los Andes Centrales donde su uso sociolingüístico se ha manifestado más profusamente en el proceso del mestizaje, no sólo culinario, sino musical y semiótico. Un estudio publicado en la revista Antiquity en 2022 sostiene que la mezcla de la bebida alcohólica con sustancias alucinógenas podría haber sido la base del sostenimiento del poder político en esa región, entre los años 600-1000 d. C..
Entre la época virreinal y el siglo XIX movilizó un circuito económico basado en el tributo que generaba, y que servía para hacer obras públicas. Por esta razón, y por la arraigada costumbre de beberla, la «chicha» en sus diversas variantes se ha mantenido como práctica social ininterrumpida a lo largo de los años. Signo de su trascendencia como icono nacional, es su uso convocante en la marcha patriótica más temprana de la era republicana: La chicha de José Bernardo Alcedo, escrita en 1820. El viajero francés Eugene de Sartiges la describió de esta forma:

La chicha es una bebida de maíz fermentado que a los habitantes del Perú, blancos, rojos y negros, les gusta muchísimo. Una vez habituados al gusto acidulado de la chicha, los europeos la encuentran agradable y la toman con gusto si viajan por el interior del país, pues es la única bebida que se encuentra por doquiera y en todo tiempo en la sierra. Tomada en grandes cantidades, la chicha produce una embriaguez bestial, como la causada por la cerveza.

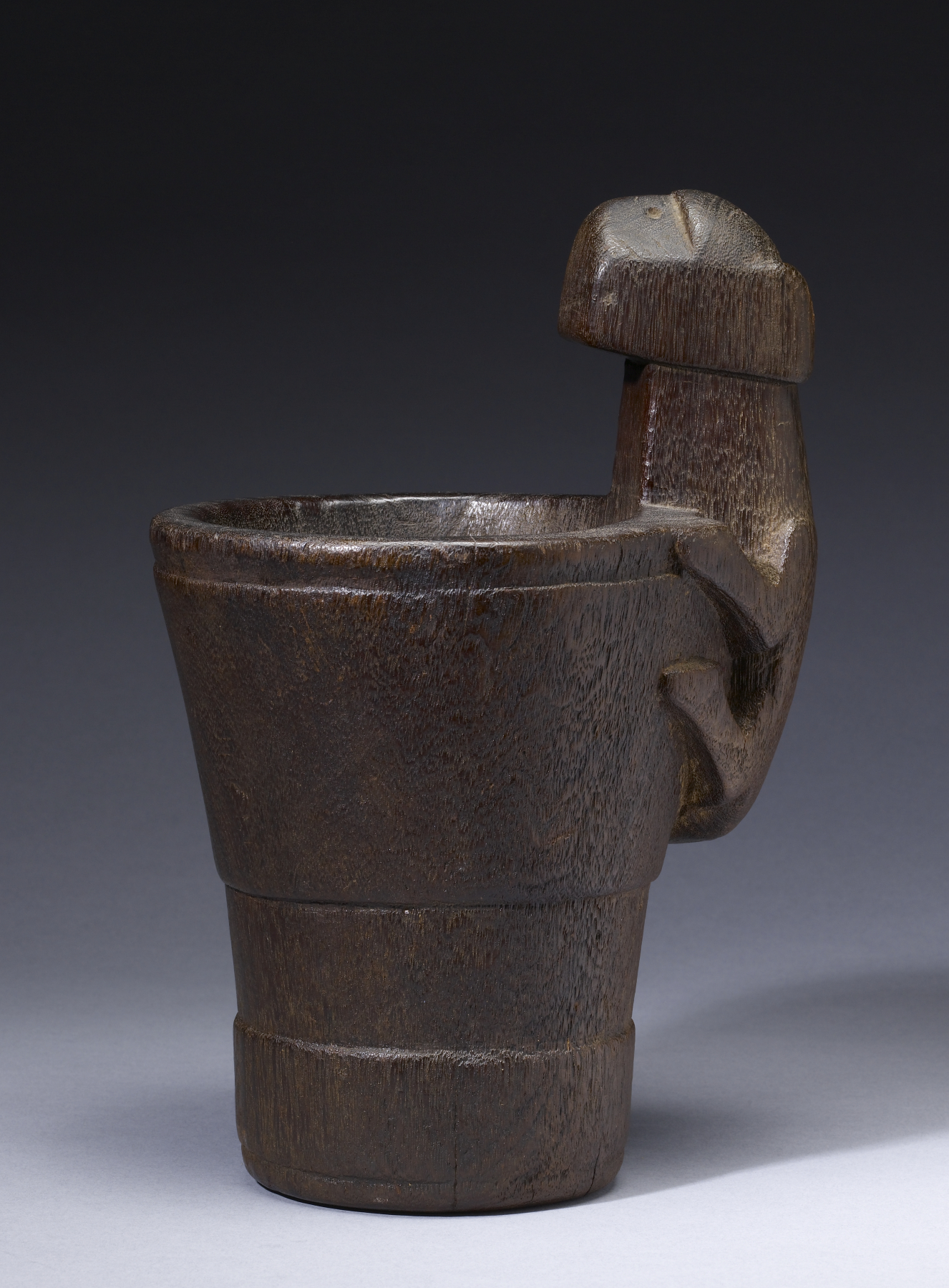
Quero inca, usado para beber chicha.

En Arequipa y Cuzco, la chicha se fermenta en enormes «chombas» de barro curado y se liba en grandes vasos de vidrio cuyo diseño evoca a los keros prehispánicos (característicos de la zona circunlacustre), siendo el más grande el famoso «caporal», de aproximadamente medio litro. En las chicherías del norte, se fermenta en enormes pailas de barro y se sirve en «poto», un mate hecho de corteza de calabaza, ornado frecuentemente con motivos burilados.

#### Algunas variedades de chicha peruana

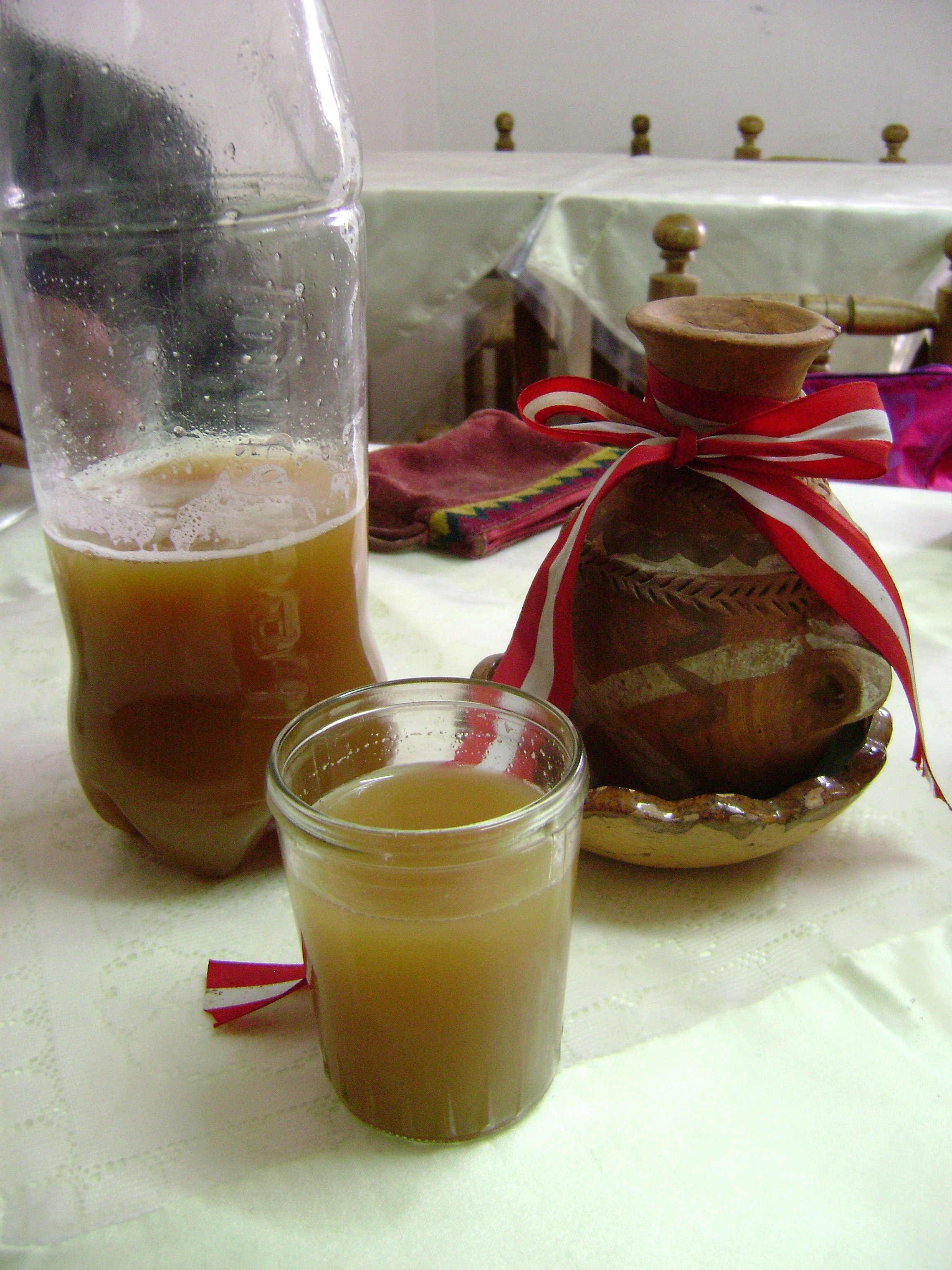
«Chicha de jora»
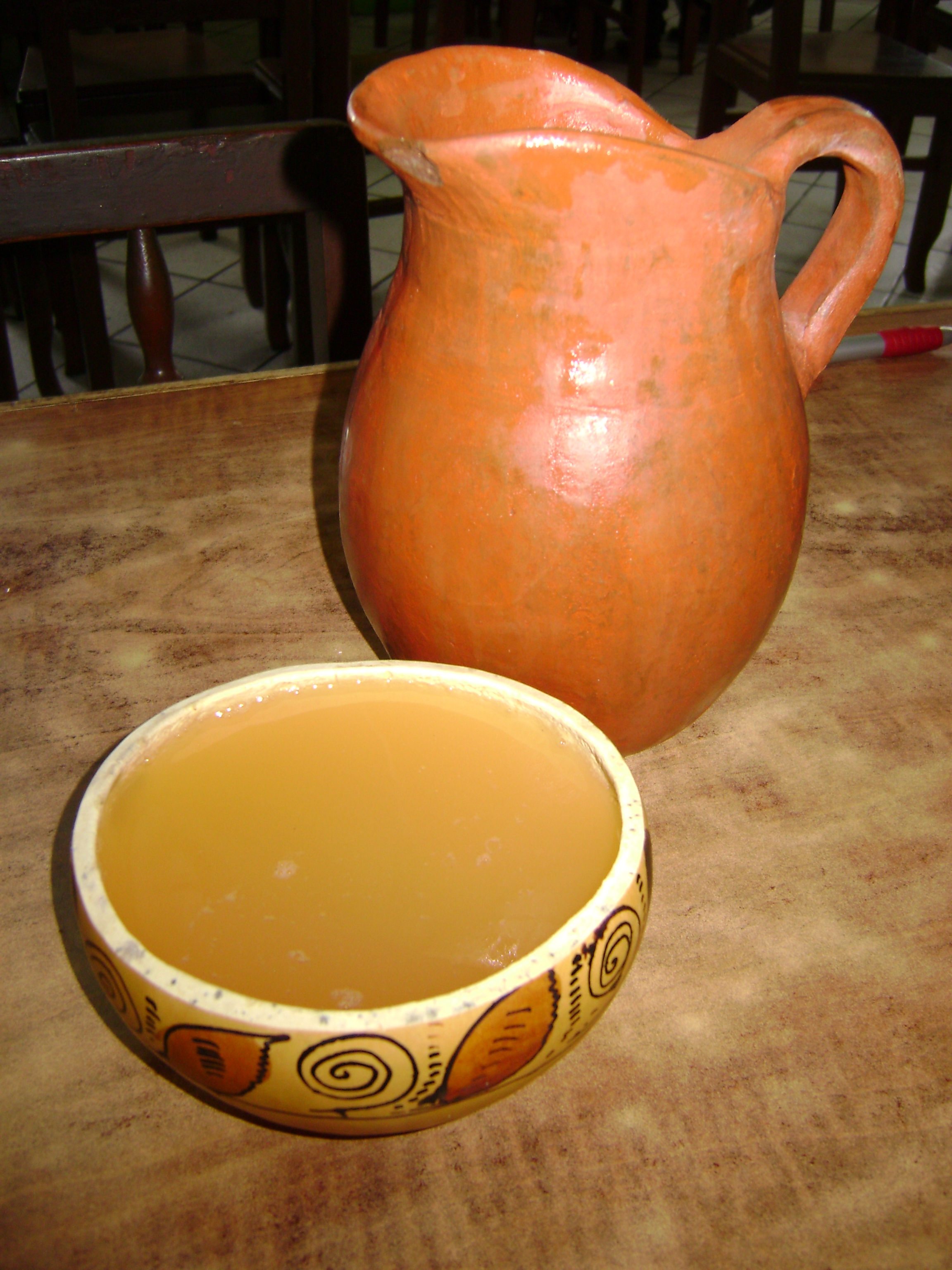
«Clarito», chicha de jora joven servida en potito
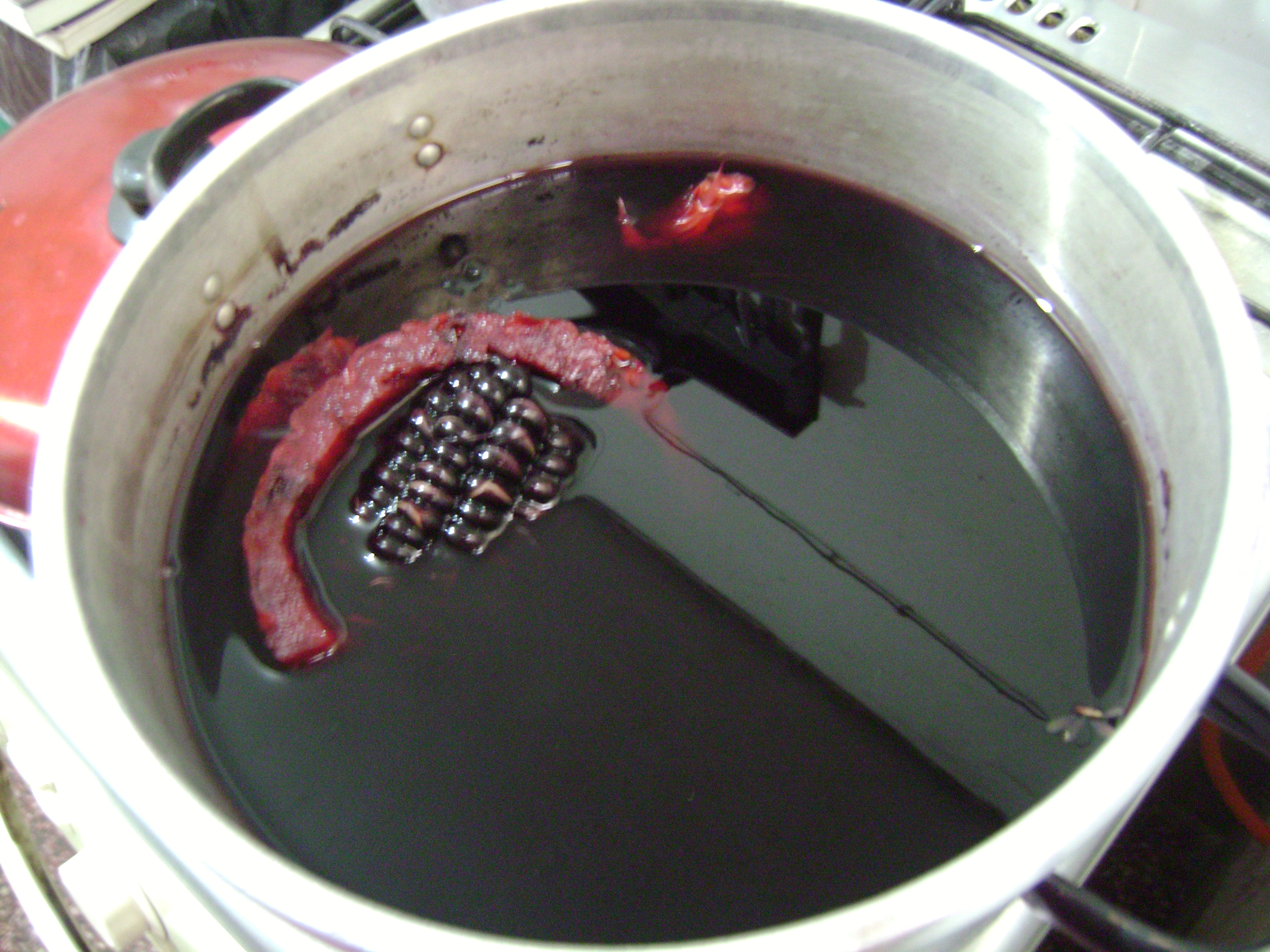
«Chicha morada»
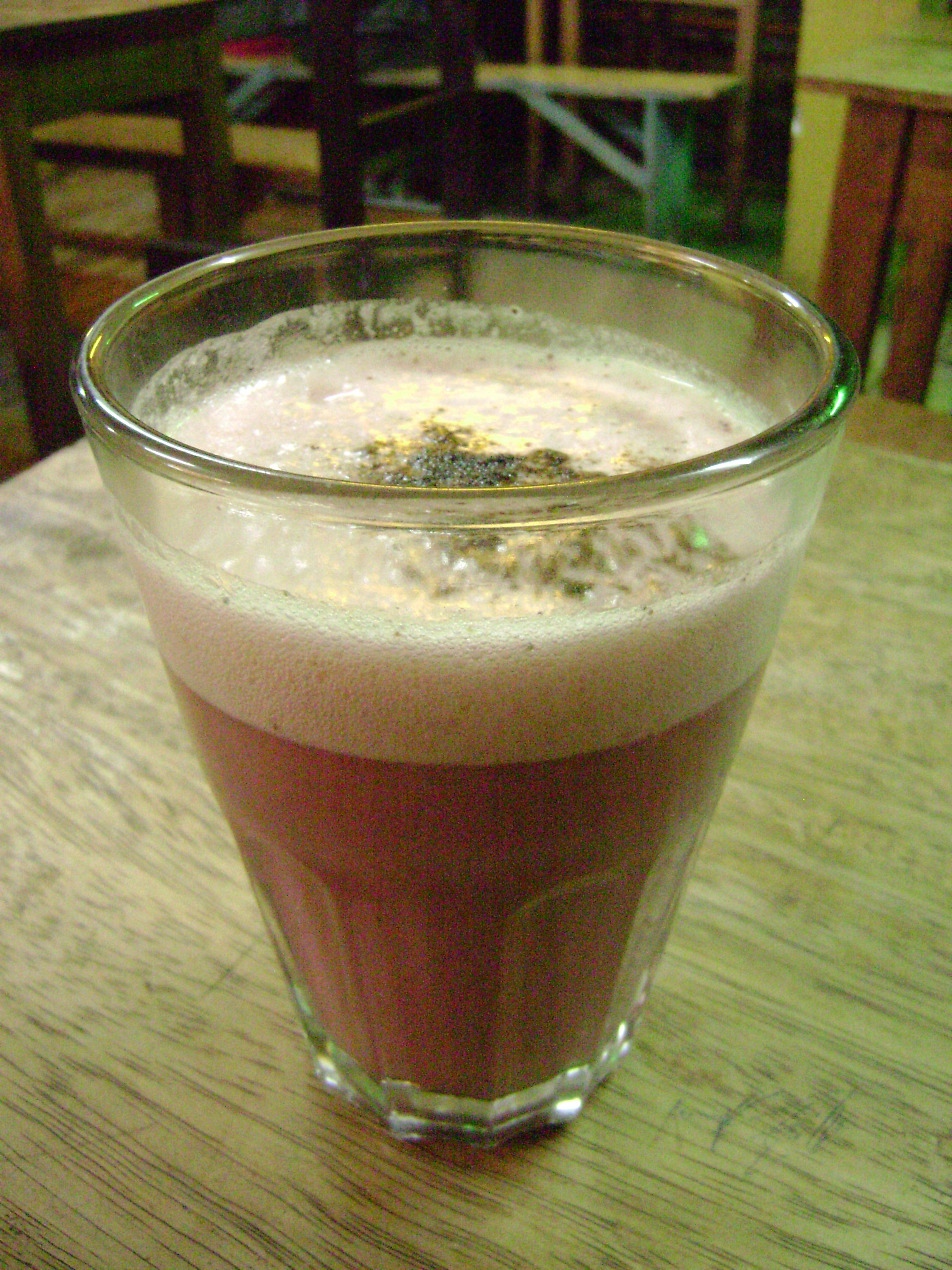
«Frutillada», chicha de jora joven mezclada con frutillas machacadas

- Chicha de Terranova: Antigua chicha, muy popular en la Lima del siglo XIX. Terranova era el nombre de un barrio de la antigua Lima, habitado por afrodescendientes. Carlos Prince afirma, al referirse a la Chicha de Terranova, que «La fama pública de entonces concedía mil cualidades saludables a esta chicha; principalmente para el vulgo era una medicina soberana». El costumbrista Ricardo Palma en una de sus Tradiciones Peruanas, menciona entre sus pregones a la «Chichera de Terranova». Nicomedes Santa Cruz cantaba:

¡Chicha que el cuerpo mejora / y acaba con la desdicha...! / ¡La chicha de Terranova! / ¡De Terranova la chicha...! / Casera,casero, / ya llegó de Terranova / ¡Chiii-chaaaa...! / de Terranova (...)
- Chicha de guiñapo: es la chicha-emblema de Arequipa. Elaborada con maíz negro empoyado, germinado y molido, llamado Guiñapo. Tiene denso concho y buena espuma, de color violáceo y sabor ligeramente dulce.
- Chicha blanca: Conocida también como «yurakk akkha», es una bebida fermentada elaborada con distintos cereales, incluido el maíz, granos y especias; el autor Juan de Espinoza Medrano hace referencia a esta bebida en su obra El Hijo Pródigo correspondiente a mediados del siglo XVII.[4]
- Chicha de cacao: Se elabora en la provincia de La Convención, en el Cusco, durante la época de cosecha del cacao.[4]
- Chicha de jora: La palabra «jora» procede del quechua «shura» o «sora», que significa «maíz germinado». La chicha de jora significa simplemente, «chicha de maíz germinado». Tiene derivados como por ejemplo:
  - Clarito: Es la chicha de jora joven y es típica del departamento de Piura.
  - Frutillada: Es elaborada en el Cuzco generalmente entre los meses de noviembre y enero. La chicha de jora se mezcla y tamiza con fresa local, recolectada en el Valle Sagrado del Urubamba.[4] La costumbre de usar frutilla se ha ido perdiendo, siendo reemplazada por colorante vegetal y otros ingredientes.[25]
  - Chicha de jora con pata de vaca: con maíz jora blanca, quinua y una pata de vaca.
- Chicha mellicera: Se elabora en Catacaos-Piura. Ahí emplean más maíz de lo normal para obtener una chicha más espesa. Tiene fama de ayudar a procrear mellizos.
- Chicha de maní: se prepara con maní, chancaca y clavo de olor. Por grasosa y dulce no se toma sola, sino mezclada con chicha de jora,[4] o de garbanzo, espolvoreándole un poco de canela en polvo.
- Chicha de garbanzo: se prepara con garbanzo, sésamo y clavo de olor, y se deja macerar con chancaca rallada, por cinco o seis días.
- Chicha de masa o pan: De Lima y alrededores. A la masa de pan ya levada, se le agrega nuez moscada y un poco de azúcar morena, amén de una paila de agua hervida con canela y clavo, ya fría. Se tapa y fermenta un par de días, si hace calor, sólo un día. Ya fermentada y antes de beber, se mueve bien para emparejarla. La masa del popular «pan de Guatemala» es la más recomendada.
- Chicha de quinua: Se elabora en las regiones de Arequipa, Puno y Cusco.[4] En Puno por ejemplo, se hierve una olla grande con cáscara de piña, canela y anís; al hervir se agrega la quinua previamente licuada con un poco de agua; hervir una hora. Enfriar en una olla o recipiente (llamado «puño») por un día, luego pasarla a otro recipiente por otro día; finalizar con un tercer recipiente por otro día. Mezclar con manzana y piña licuada, azúcar al gusto, colarla, y servir espolvoreando un poco de canela.
- Chicha huarmeyana: Se elabora en la provincia de Huarmey, Ancash. Se utiliza el maíz jora negro, el primer paso es moler el maíz germinado y luego mezclarlo con agua, después se deja hervir por 12 horas, al final al se cuela y se obtiene una bebida dulce y con una pureza asombrosa ya que los ingredientes solo son maíz y agua. Para que la bebida fermente se guardan en cántaros Botija grandes por 8 días hasta que se genere un cierto grado de alcohol. Actualmente, la Chicha Huarmeyana es elaborada y promocionada por El señor Felipe Morante en su hacienda cercana a la ciudad; se tienen registros desde el año 1863 en que Aurelio García y García hace una crónica sobre el uso de esta bebida local.[4]
- Chicha loretana: Se prepara sobre la base de harina de yuca y chancaca.
- Chicha de Mollepata (Santiago de Chuco-La Libertad): Se prepara a base de maíz de jora, habas, cebada tostada y quinua. Se echa en agua la cebada, las habas y la quinua. Llevar al fuego y echar la jora cuando está por hervir. Cuando ha hervido convenientemente se retira y se cuela, añadiendo más agua hervida. Se deja enfriar y fermentar. Mientras fermenta se echan las bolas de chancaca enteras y azúcar a gusto, revolviendo.
- Chicha morada: nombrada así por su color que se debe al uso del maíz de grano morado (se hierve en abundante agua con clavo, canela, manzana, membrillo y cáscara de piña). Constituye un refresco no fermentado que se consume en todo el país. Es común actualmente, encontrarlo a la venta en imitaciones de polvo químico (para su preparación instantánea) o como bebida envasada.
- Chicha de siete semillas («mellicera», de Huanta-Ayacucho): Bebida que como la «chicha morada», no es fermentada. Luego de hacer hervir hierbas aromáticas con manzana, cáscara de naranja y piña se le agregan los siguientes ingredientes licuados: habas, garbanzo, trigo, quinua, cebada, maíz de jora y maíz de jora negra. Se endulza y se cuela antes de servir. Se mezcla con cerveza negra o ron si se quiere mejores efectos.
- Masato: Chicha de Yuca. Bebida tradicional de los pueblos amazónicos, producto de la fermentación de la yuca masticada. Mayormente no la nombran «chicha» (pues no está vinculada al proceso socio-histórico de las chicherías o picanterías andino-costeñas); sin embargo, las características de su proceso de fermentación la emparentan con este concepto.

### Venezuela
En los Andes de Venezuela, se prepara una bebida conocida como chicha andina para diferenciarla de su homónimo no alcohólico, la chicha criolla, que es una bebida hecha a base de arroz y leche de vaca, suele agregársele leche condensada y canela al gusto, es una bebida muy espesa que se toma fría, con hielo. A diferencia de la chicha andina, esta bebida no es fermentada y es de uso comercial en el país, vendida de forma ambulante por vendedores llamados usualmente «chicheros», incluso se vende pasteurizada con presentaciones similares a la de los jugos, leches y malteadas industriales.

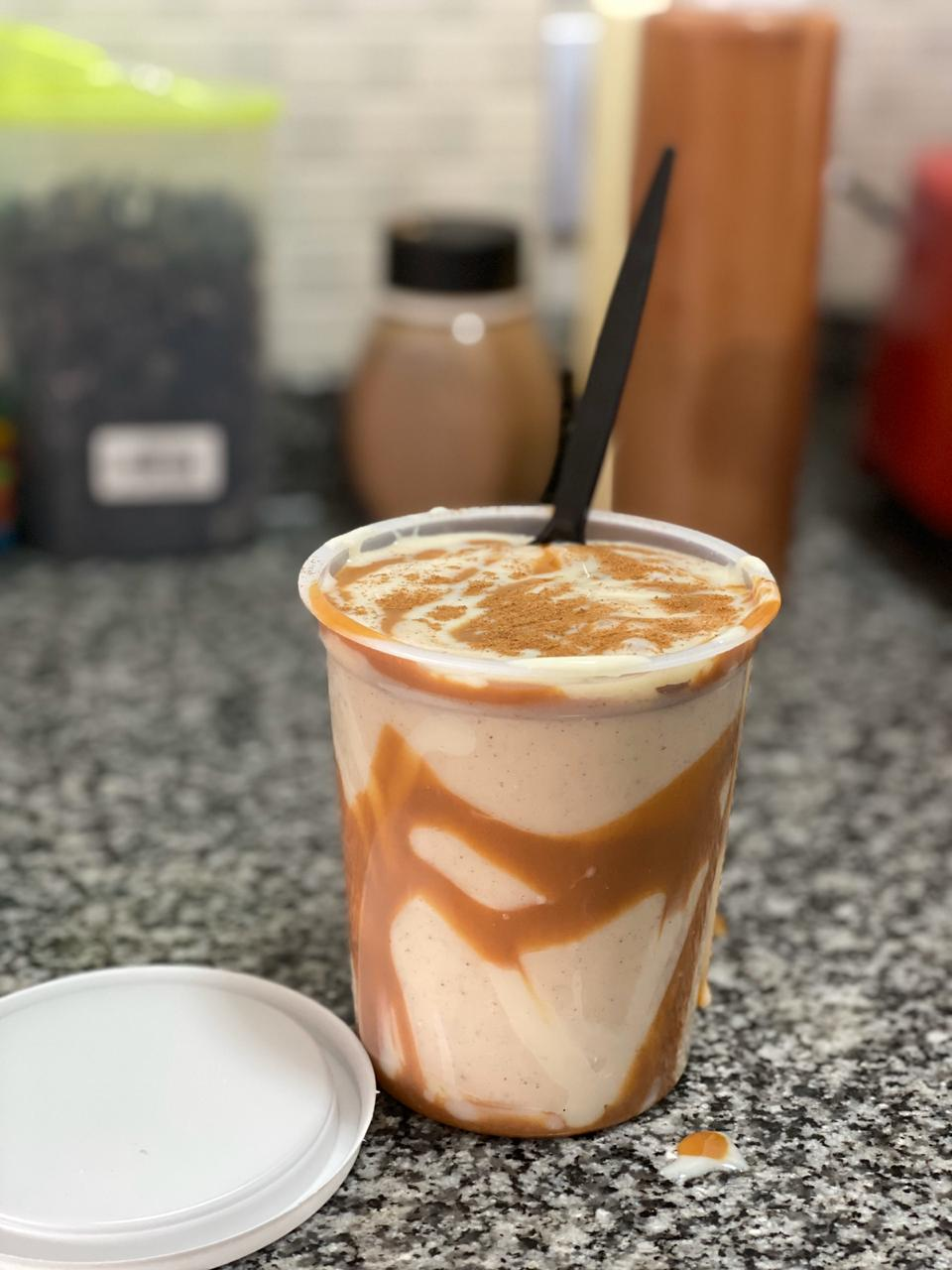
Chicha criolla con canela.

Junto con el cereal, la chicha andina lleva guarapo de piña, el cual es una bebida que se produce al fermentar la corteza de la piña (ananás) con agua y papelón. La chicha se produce generalmente de forma artesanal y casera. Su preparación tiene su origen en los estados andinos de Venezuela con mayor énfasis en Táchira y Mérida. A la chicha elaborada en los Andes venezolanos bajo este proceso, pero con arroz, se le llama masato.
En algunos lugares de Venezuela, como Paraguaná, se prepara la conocida chicha de Espagueti, la cual consiste en una bebida hecha al triturar los restos de espagueti hervidos con leche de vaca, vainilla y leche condensada, originándose una bebida espesa y nutritiva, es una bebida artesanal.
Otros ingredientes para la preparación de la chicha son el ocumo, la berenjena yuca o la auyama. Al parecer surgieron en algún período de escasez de arroz, también está la chicha con fresa que se hace con arroz y jugo de fresas con trozos grande melocotones y fresas, también está la chicha de sésamo.  
En Venezuela han existido diferentes formas de preparar las bebidas denominadas chichas, la más usual, por supuesto, es la bebida a base de maíz fermentado que en los andes se le agrega guarapo fuerte de conchas o corteza de piña. Entre los indígenas del estado Amazonas existía la costumbre de preparar la chicha a base maíz masticado por las abuelas de la comunidad, la que echan después de masticada en una olla de barro; esto se fermenta con la saliva de todas y con lo que se prepara una bebida que debe ser consumida por todas las personas presentes. Es un gran desaire no aceptarla. en la región de Carora, del estado Lara, se prepara una especie de chicha, pero en este caso es de arroz muy batido para darle una consistencia resbalosa, que le da su nombre característico: «resbaladera».
En otro tiempo, se preparaba la chicha de cebada, muy popular en el estado Trujillo, la cual se hacía en barriles de roble para darle el sabor especial. Igualmente, existe en Venezuela una variedad de chicha en desuso ya, pero muy apreciada en otro tiempo a base de trigo o harina de trigo fermentada muy sabrosa. El guarapo fuerte es una bebida fermentada de la concha de piña que era expendida en las pulperías o bodegas simultáneamente con la chicha de maíz; cuando los conquistadores españoles entraron a Venezuela, se consiguieron con una especie de bebida fermentada a base del jugo de una planta llamada cocuy, de la que hoy se elabora una famosa bebida nacional llamada cocuy de penca. Ya se dejó de preparar la chicha elaborada por los ancestros a base de jugo de la penca del cocuy. Esta información proviene de la tradición oral de los estados Trujillo, Lara y el Amazonas son dependencias de Venezuela.

## Eventos
- Fiesta de la chicha, Arequipa (Perú)
- Festival de chicha mellicera, Catacaos-Piura (Perú)
- Festival del masato, Oxapampa-Pasco (Perú)
- Chicha Fest, Quito (Ecuador)
- Festival de la chicha, la vida y la dicha, Bogotá (Colombia)
- Fiesta Nacional de la Chicha, La Caldera (Argentina)
- Festival de la Chicha, El Santuario (Colombia)